# Pockau-Lengefeld
Pockau-Lengefeld est une ville allemande de la Saxe, située dans l'arrondissement des Monts-Métallifères. La commune actuelle a été créée le 1er janvier 2014 à la suite de la fusion des anciennes communes de Pockau et Lengefeld.

## Personnalités liées à la ville
- Daniel Amadeus Neander (1775-1869), évêque né à Lengefeld.
- Hermann Schubert (1886-1938), homme politique né à Lengefeld.
- Walter Trautzsch (1903-1971), homme politique né à Lengefeld.
- Gisela Glende (1925-2016), fonctionnaire née à Lengefeld.
- Janice Jakait (1977-), navigatrice née à Lengefeld.